# St. Charles (Minnesota)
St. Charles is een plaats (city) in de Amerikaanse staat Minnesota, en valt bestuurlijk gezien onder Winona County.

## Demografie
Bij de volkstelling in 2000 werd het aantal inwoners vastgesteld op 3295.

## Geografie
Volgens het United States Census Bureau beslaat de plaats een oppervlakte van
8,5 km², geheel bestaande uit land.

## Plaatsen in de nabije omgeving
De onderstaande figuur toont nabijgelegen plaatsen in een straal van 16 km rond St. Charles.